# Mistrzostwa Świata Juniorów w Snowboardzie 1998
Mistrzostwa Świata Juniorów w Snowboardzie 1998 – drugie mistrzostwa świata juniorów w snowboardzie. Odbyły się w dniach 24–25 stycznia 1998 roku we francuskim ośrodku narciarskim Chamrousse.

## Wyniki

### Mężczyźni
| Konkurencja       | Data        | Złoto           | Srebro                  | Brąz          |
| Gigant równoległy | 24 stycznia | Charlie Cosnier | Xavier de Le Rue        | Lukas Grüner  |
| Halfpipe          | 25 stycznia | Patrik Karlsson | Jonathan Collomb-Patton | Kevin Saumade |

### Kobiety
| Konkurencja       | Data        | Złoto            | Srebro          | Brąz         |
| Gigant równoległy | 24 stycznia | Julie Pomagalski | Sabine Wutscher | Sara Fischer |
| Halfpipe          | 25 stycznia | Kim Dunn         | Sophia Bergdahl | Sara Fischer |

## Tabela medalowa
| Lp. | Państwo | złoto | srebro | brąz | Suma |
| --- | ------- | ----- | ------ | ---- | ---- |
| 1   | Francja | 2     | 2      | 1    | 5    |
| 2   | Szwecja | 1     | 1      | 2    | 4    |
| 3   | Kanada  | 1     | 0      | 0    | 1    |
| 4   | Austria | 0     | 1      | 1    | 2    |